# Matrix - Revoluții
The Matrix Revolutions este un film de acțiune științifico-fantastic din 2003. Este al treilea și ultimul film al trilogiei Matrix. Pelicula, un amestec de acțiune și filozofie, la fel ca și cele precedente, a încercat să răspundă întrebărilor ridicate în cel de al doilea film: Matrix Reloaded. Filmul, scris și regizat de frații Wachowski, a fost lansat concomitent în 60 de țări, pe 5 noiembrie 2003. Deși a fost ultimul film din serie, acțiunea a fost continuată în jocul video The Matrix Online.

## Rezumat
Evenimentele acestui film au loc imediat după cele prezentate la sfârșitul filmului anterior: Matrix - Reîncărcat. Bane/Smith și Neo sunt amândoi inconștienți. Despre primul se află că doarme, dar în cazul lui Neo, aparatele arată că starea lui este aceea a unui om aflat în Matrice, deși în realitate el nu este conectat fizic la aceasta. Morpheus, demoralizat după pierderea navei Nebuchadnezzar, încearcă să îi dea de urmă lui Neo în Matrice, dar nu reușește. El este chemat apoi de Oracol, care îi spune că mintea lui Neo se află într-o zonă de tranziție între Matrice și Sursă (sistemul principal al mașinilor). Acest loc este proiectat ca o stație de metrou cu numele Mobil Ave. („Mobil” este o referință la cuvântul „Limbo”, ce desemnează o stare asemănătoare morții clinice). Zona respectivă este controlată de un program numit Mecanicul, care o folosește pentru a transfera informații între cele două sisteme pe care le leagă. Mecanicul se află în subordinea Merovingianului și, atunci când află de prezența acolo a lui Neo, refuză să îl lase să plece din stație. Între timp, Morpheus și Trinity merg la Merovingian pentru a negocia eliberarea lui Neo. Neînțelegându-se, Trinity îl amenință cu arma pe Merovingian, cerându-i să îi dea drumul lui Neo, iar Merovingianul se supune. După ce este eliberat, Neo cere să mai vorbească cu Oracolul pentru ultima dată, înainte de a ieși din Matrice. Oracolul îi explică rolul ei și al Arhitectului în funcționarea Matricei și îl avertizează pe Neo că Smith nu se va opri până ce nu va distruge tot ce îi stă în cale atât în Matrice, cât și în lumea reală.
Între timp, mașinile se apropie tot mai mult de orașul Zion, iar oamenii se pregătesc pentru lupta finală. Echipajul de pe Hammer găsește nava pierdută Logos și pe căpitanul acesteia, Niobe. După ce reactivează nava dezafectată, echipajul se gândește cum poate să îi ajute pe locuitorii din Zion, aflați sub asaltul mașinilor. Neo cere o navă pentru a merge în Orașul Mașinilor. Crezând că Neo a înnebunit, Roland, căpitanul navei Hammer, îi interzice cu desăvârșire acestuia să îi ia nava. Niobe, în schimb, îi oferă nava ei. Astfel, Neo și Trinity pornesc cu nava Logos către Orașul Mașinilor, în timp ce Niobe, Morpheus și ceilalți se întorc cu nava Hammer către Zion. Între timp, Bane/Smith, profitând de neglijența echipajului de pe Hammer și omorând-o pe asistenta care îl supraveghea, reușește să se strecoare la bordul navei Logos. Cei de pe Hammer descoperă prea târziu lipsa lui Bane, iar Neo și Trinity sunt nevoiți să se descurce singuri cu el. Astfel, Bane, după ce o imobilizează pe Trinity, duce o luptă cu Neo și îl orbește cu un cablu electric al navei. Apoi încearcă să îl ucidă pe Neo, dar acesta, având o legătură telepatică cu inteligența artificială, reușește să îl localizeze pe Bane și să îl învingă. Trinity pilotează nava și își continuă drumul, alături de Neo.
Atunci când se apropie de Orașul Mașinilor, nava Logos este atacată de forțele de apărare ale mașinilor. Neo reușește să le țină la distanță pentru o vreme, dar, fiind copleșit în cele din urmă de numărul mare al inamicilor, îi cere lui Trinity să înalțe nava deasupra stratului de nori. Stratul de particule care alcătuiesc pătura ce blochează lumina soarelui dezafectează mașinile care îi urmăresc, dar nava este avariată și cade cu viteză spre pământ. Trinity încearcă să repornească nava, dar, înainte de a putea prelua controlul, Logos se prăbușește într-una dintre clădirile din Orașul Mașinilor. Trinity moare în urma acestui accident, iar Neo își continuă drumul pe jos până ce îl întâlnește în cele din urmă pe comandantul mașinilor, Deus Ex Machina. Neo propune mașinilor un târg, prin care se oferă să îl elimine pe Smith în schimbul încetării atacului asupra orașului Zion și al încheierii păcii. Mașinile acceptă, iar Neo este conectat la Matrice, unde are loc confruntarea finală cu Smith. După o luptă crâncenă, Neo se lasă asimilat de Smith care devine astfel conectat la Sursă, permițând comandantului mașinilor să trimită ordinul de ștergere a programului Smith prin intermediul lui Neo.
După eliminarea lui Smith, mașinile își respectă angajamentul și își retrag trupele din orașul Zion. Locuitorii orașului celebrează cu strigăte de bucurie victoria obținută de Neo. Nu se știe dacă acesta a supraviețuit în urma confruntării cu Smith. În scena finală are loc o întâlnire a Oracolului cu Arhitectul, care promite că pacea va rezista atât cât se va putea și că va permite ieșirea din Matrice a tuturor oamenilor care vor dori să o facă. Filmul se termină cu un răsărit de soare și o priveliște nouă a Matricei, lipsită de culoarea verde prin care era prezentată înainte.

## Distribuție
- Keanu Reeves în rolul lui Neo
- Laurence Fishburne în rolul lui Morpheus
- Carrie-Anne Moss în rolul lui Trinity
- Hugo Weaving în rolul lui Smith
- Jada Pinkett Smith în rolul lui Niobe
- Harry J. Lennix în rolul lui Commander Lock
- Harold Perrineau în rolul lui Link
- Nathaniel Lees în rolul lui Captain Mifune
- Mary Alice în rolul lui The Oracle
- Helmut Bakaitis în rolul lui The Architect
- Lambert Wilson în rolul lui The Merovingian
- Monica Bellucci în rolul lui Persephone
- Tanveer K. Atwal în rolul lui Sati
- Collin Chou în rolul lui Seraph
- Nona Gaye în rolul lui Zee
- Ian Bliss în rolul lui Bane
- Gina Torres în rolul lui Cas
- Cornel West în rolul lui Councillor West
- Bernard White în rolul lui Ramachandra
- Anthony Wong în rolul lui Ghost
- Clayton Watson în rolul lui Kid
- Anthony Zerbe în rolul lui Councillor Hamann
- Bruce Spence în rolul lui Trainman
- Tharini Mudaliar în rolul lui Kamala
- Maurice J. Morgan ca și Tower soldier

Actrița Gloria Foster, care a jucat rolul Oracolului în primul și al doilea film, a decedat înainte de terminarea filmărilor pentru cel de-al treilea. Ea a fost înlocuită cu actrița Mary Alice.